# Blokus
Blokus je abstraktna strateška igra na deski za dva do štiri igralce. Izumil jo je Bernard Tavitian, prvič pa jo je izdalo leta 2000 francosko podjetje Sekkoïa. Prejela je več nagrad, med njimi leta 2003 nagrado Mensa Select in nagrado 2004 Teacher's Choice Award. Leta 2009 so jo prodali ameriškemu podjetju za izdelavo igrač Mattel.

## Pravila in način igranja
Igra se igra na kvadratni igralni deski, razdeljeni na 20 vrstic in 20 stolpcev, kar da skupaj 400 kvadratnih polj. Za igranje je na voljo skupaj 84 figur v štirih barvah po 21: modra, rumena, rdeča in zelena. 21 oblik temelji na vseh prostih poliominah z enim do pet kvadratov:
- 1 monomina
- 1 domina
- 2 tromini
- 5 tetromin
- 12 pentomin

Standardna pravila igranja za vse različice igre so naslednja:
- vrstni red igranja temelji na barvi. Najprej začne igrati modra, nato rumena, rdeča in zelena.
- prva odigrana figura vsake barve se postavi v enega od štirih kotov deske. Vsaka naslednja figura se mora postaviti tako, da se dotika vsaj ene figure enake barve. Dotiki figur so dovoljeni le po kotih ne pa tudi po robovih. Dotiki po robovih so dovoljeni le pri figurah različnih barv.
- ko igralec ne more postaviti svoje figure, izpusti potezo, igra pa se nadaljuje naprej dokler noben igralec ne more več postaviti svoje figure.

Ob koncu igre rezultat temelji na številu kvadratov v neodigranih figurah vsakega igralca. Igralec za vsak neodigrani kvadrat izgubi eno točko. Tetromina je na primer vredna 4 točke. Če je igralec odigral vse svoje figure, dobi dodatnih 20 točk, če je bila zadnja odigrana figura monomina, drugače pa dodatnih 15 točk. Skupno število kvadratov na figurah ene barve je tako 1 + 2 + 6 + 20 + 60 = 89. Če so na desko položene ali odigrane vse figure, ostane na njej 44 praznih polj.

## Različice za dva in tri igralce
Pravila igre Blokus dovoljujejo tudi igranje dveh ali treh igralcev. V igri za dva igralca vsak igralec vzame dve barvi. V igri za tri igralce eden od njih vzame dve barvi ali pa se figure četrte barve postavljajo na nestrateški način.